# Queralt Casas
Queralt Casas Carreras (Bescanó, 18 novembre 1992) è una cestista spagnola.
Occupa la posizione di ala.
È stata internazionale con tutte le squadre di pallacanestro della Spagna e ha debuttato con la nazionale maggiore nel 2013 all'Eurobasket in Francia dove è stata proprio la selezione spagnola a vincere la competizione.

## Carriera
Dal 2010 al 2012 ha giocato nel Zaragoza CBD nella Lega Femminile Spagnola di pallacanestro. Nel febbraio 2012 è stata scelta dalla FIBA Europe seconda migliore giocatrice giovane in Europa 2011.
Alla fine di maggio, firma per il Rivas Ecópolis mentre nel febbraio del 2013 è stata scelta dalla FIBA Europe terza migliore giocatrice giovane in Europa per il 2012. A marzo ha vinto il suo primo titolo con il Rivas Ecópolis, La Copa de la Reina. Nell'aprile 2014 la sua squadra vince il campionato spagnolo dopo aver vinto la serie finale per 2-0 contro il CB Avenida.
Nel mese di agosto 2014, dopo due stagioni al Rivas, annuncia che lascerà il club, complice la mancata partecipazione alla successiva Euroleague per mancanza di fondi. Dopo aver lasciato il Rivas, approda al Galatasaray.

## Palmarès

### Club
- Campione della Copa de la Reina (2013)
- Campione della Liga Femenina (2013-14)

### Nazionale
- Oro Campionato Europeo Femminile 2013 (Francia)
- Oro Campionato Europeo U-16 Basket femminile 2008 (Polonia)
- Oro Campionato Europeo U-18 Basket femminile 2009 (Svezia)
- Argento Campionato Europeo U-18 Basket femminile 2010 (Slovacchia)
- Oro Campionato Europeo U-20 Basket femminile 2011 (Serbia)
- Argento Campionato Mondiale U-19 Basket femminile 2011 (Cile)
- Oro Campionato Europeo U-20 Basket femminile 2012 (Ungheria)